# Rudolf Noack
Rudolf Noack (ur. 30 marca 1913 w Cesarstwie Niemieckim, zm. około 30 czerwca 1947 w ZSRR) – niemiecki piłkarz, napastnik. Brązowy medalista MŚ 34.
W reprezentacji Niemiec zagrał 3 razy i strzelił jedną bramkę. Debiutował 14 stycznia 1934 w meczu z Węgrami, ostatni raz zagrał w 1937. Podczas MŚ 34 wystąpił w jednym meczu (półfinale) i zdobył 1 gola. Był wówczas piłkarzem Hamburger SV
Zmarł w radzieckim obozie.